# 東京化粧品工業会
東京化粧品工業会（とうきょうけしょうひんこうぎょうかい）（TOKYO Cosmetic Industry Association）は、東日本の化粧品製造業者及び化粧品製造販売業者並びに其地区に支店又は出張所を有する化粧品製造業者及び化粧品製造販売業者
並びにこれに準ずる者、及びに本会の目的に賛同する者で構成された団体である。

## 概要
1950年2月25日に設立。2023年4月に他地域二会と連合会を統合し解散。

## 目的
会員相互の親睦、連絡及び啓発を図り会員の事業に共通の利益を増進し化粧品工業の平和的発達に必要な事項について業界の公正な与論を明らかにし業界文化の昂揚と国民生活の安定向上に寄与する。

## 関連団体
- 日本化粧品工業連合会
- 中部化粧品工業会
- 西日本化粧品工業会